# Ambtseed

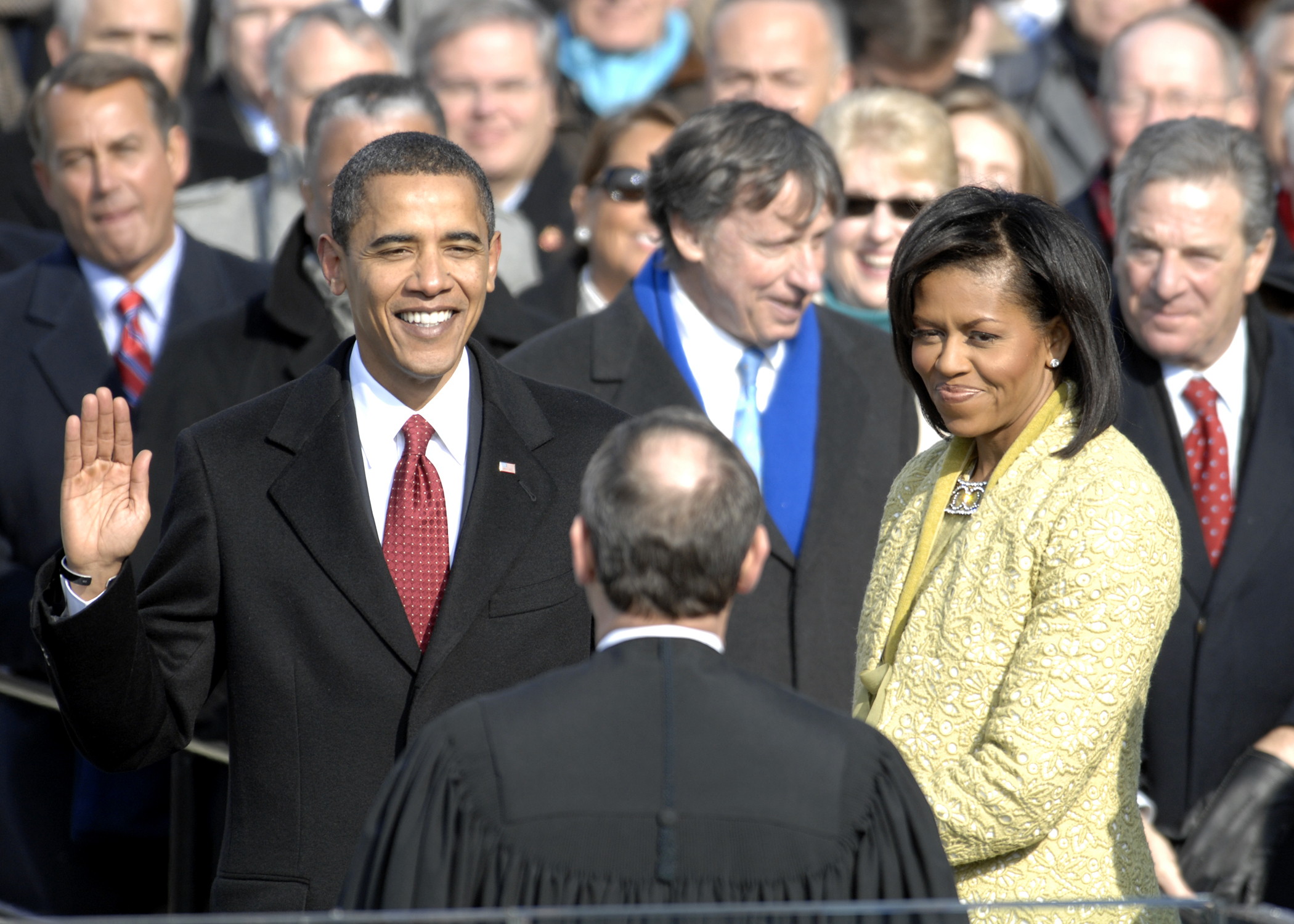
Barack Obama legt ambtseed af als de 44ste president op 20 januari 2009

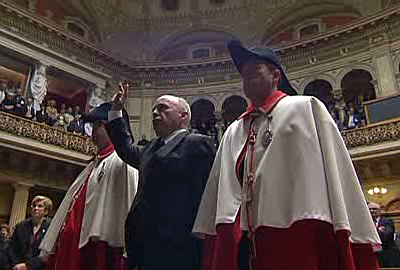
Ueli Maurer legt ambtseed af

Een ambtseed is een eed die iemand aflegt die een openbaar ambt gaat bekleden. In de tekst van de eed wordt vaak gerefereerd aan trouw aan de grondwet en/of het staatshoofd van een land.

## België
In België worden verschillende eden afgelegd. Ambtenaren, gerechtelijke ambtenaren, legerofficieren, iedere militair en leden van de geïntegreerde politie en regeringsleden leggen de volgende eed af in hun respectievelijke taal. 
“Ik zweer getrouwheid aan de Koning, gehoorzaamheid aan de Grondwet en aan de wetten van het Belgische volk.”
“Je jure fidélité au Roi, obéissance à la Constitution et aux lois du Peuple belge.”
“Ich schwöre Treue dem König, Gehorsam der Verfassung und den Gesetzen des belgischen Volkes.”
Bij de gemeenschap- en gewestregeringen leggen alleen de minister-presidenten de eed af.
Wanneer een Parlement hernieuwd wordt moeten de nieuwgekozen parlementsleden in hun respectievelijke taal de eed afleggen in handen van de voorzitter. De eed luidt: 
“Ik zweer de Grondwet na te leven.”
“Je jure d’observer la Constitution.”
“Ich schwöre, die Verfassung zu befolgen.”
In meertalige parlementen zoals de federale kamers en het Brussels hoofdstedelijk parlement zal de taal waarin de eed werd afgelegd bepalen tot welke taalgroep een volksvertegenwoordiger behoort. Indien de volksvertegenwoordiger de eed in meerdere talen aflegt zal de indeling gebeuren op basis van de taal waarin de eerste zin werd gezegd.
Wanneer een nieuwe koning of koningin de troon bestijgt moet hij of zij een eed afleggen voor de verenigde kamers. (De Kamer van Volksvertegenwoordigers en de Senaat)

De eed luidt: 
"Ik zweer dat ik de Grondwet en de wetten van het Belgische volk zal naleven, 's Lands onafhankelijkheid handhaven en het grondgebied ongeschonden bewaren."
“Je jure d'observer la Constitution et les lois du peuple belge, de maintenir l'indépendance nationale et l'intégrité du territoire.”

"Ich schwöre, die Verfassung und die Gesetze des belgischen Volkes zu beachten, die Unabhängigkeit des Landes zu erhalten und die Unversehrtheit des Staatsgebietes zu wahren."
Sinds 1993 legt de Koning de eed af in de drie officiële landstalen. De eerste eedaflegging, die van Koning Leopold I, vond niet plaats in het Parlement maar op het Koningsplein, voor de kerk Sint-Jacob-op-Coudenberg, op 21 juli 1831. De latere eedafleggingen vonden plaats in het halfrond van de Kamer van volksvertegenwoordigers, dat groter is dan dat van de Senaat.

## Nederland
In Nederland wordt de ambtseed door Koning of Koningin na aanvaarding van het ambt afgelegd in een openbare verenigde vergadering van de Staten-Generaal in de hoofdstad Amsterdam, zoals beschreven in artikel 32 van de Nederlandse grondwet. De koninklijke eed luidt als volgt:
Ik zweer (beloof) aan de volkeren van het Koninkrijk dat Ik het Statuut voor het Koninkrijk en de Grondwet steeds zal onderhouden en handhaven.
Ik zweer (beloof) dat Ik de onafhankelijkheid en het grondgebied van het Koninkrijk met al Mijn vermogen zal verdedigen en bewaren; dat Ik de vrijheid en de rechten van alle Nederlanders en alle ingezetenen zal beschermen, en tot instandhouding en bevordering van de welvaart alle middelen zal aanwenden welke de wetten Mij ter beschikking stellen, zoals een goed en getrouw Koning schuldig is te doen.
Zo waarlijk helpe Mij God almachtig!
(Dat beloof Ik!)
Ambtenaren leggen na aanvaarding van hun ambt de volgende ambtseed of -belofte af:
Ik zweer/verklaar, dat ik voor het verkrijgen van deze dienstbetrekking aan niemand iets heb gegeven of beloofd noch zal geven of beloven.
Ik zweer/beloof, dat ik van niemand enige belofte, gunst of geschenk zal aannemen om in mijn dienstbetrekking iets te doen of na te laten.
Ik zweer/beloof, dat ik mijn plicht nauwgezet en ijverig zal vervullen en de mij verstrekte opdrachten naar beste vermogen zal volbrengen.
Ik zweer/beloof, dat ik zaken, waarvan ik door mijn ambt kennis draag en die mij als geheim zijn toevertrouwd of waarvan ik het vertrouwelijk karakter moet begrijpen, niet zal openbaren aan anderen, dan aan hen, aan wie ik volgens de wet of ambtshalve tot mededeling verplicht ben.
“Zo waarlijk helpe mij God almachtig” of “Dat verklaar en beloof ik”
Het eerste deel hiervan is de zuiveringseed, waarin de functionaris zweert of verklaart dat hij/zij geen gunsten of geschenken heeft gegeven of beloofd om deze betrekking te verkrijgen.
Rechterlijke ambtenaren hebben een eigen ambtseed, welke is vastgelegd in de Tweede Bijlage van de Wet rechtspositie rechterlijke ambtenaren:
Ik zweer/beloof dat ik trouw zal zijn aan de Koning, en dat ik de Grondwet en alle overige wetten zal onderhouden en nakomen.
Ik zweer/verklaar dat ik middellijk noch onmiddellijk, onder welke naam of voorwendsel ook, tot het verkrijgen van een benoeming aan iemand iets heb gegeven of beloofd, noch zal geven of beloven.
Ik zweer/verklaar dat ik nimmer enige giften of geschenken hoegenaamd zal aannemen of ontvangen van enig persoon van wie ik weet of vermoed dat hij een rechtsgeding heeft of zal krijgen waarin mijn ambtsverrichtingen te pas zouden kunnen komen.
Ik zweer/beloof dat ik gegevens waarover ik bij de uitoefening van mijn ambt de beschikking krijg en waarvan ik het vertrouwelijke karakter ken of redelijkerwijs moet vermoeden, behoudens voor zover enig wettelijk voorschrift mij tot mededeling verplicht of uit mijn ambt de noodzaak tot mededeling voortvloeit, geheim zal houden.
Ik zweer/beloof dat ik mijn ambt met eerlijkheid, nauwgezetheid en onzijdigheid, zonder aanzien van personen, zal uitoefenen en mij in deze uitoefening zal gedragen zoals een goed rechterlijk ambtenaar betaamt.
“Zo waarlijk helpe mij God Almachtig!” of “Dat verklaar en beloof ik!”

## Europese Unie
Bij de Europese Unie leggen de nieuwaangestelde leden van de Europese Commissie de eed af voor het Hof van Justitie van de Europese Unie. De eed luidt:
Benoemd tot lid van de Europese Commissie door de Europese Raad, na de stemming houdende goedkeuring in het Europees Parlement,
verbind ik mij er plechtig toe:
-    de Verdragen en het Handvest van de grondrechten van de Europese Unie bij de vervulling van al mijn taken na te leven;
-    mijn verantwoordelijkheden volkomen onafhankelijk uit te oefenen, in het algemeen belang van de Unie;
-    bij de uitvoering van mijn taak geen instructies van enige regering, instelling, orgaan of instantie te vragen of te aanvaarden;
-    mij te onthouden van iedere handeling die onverenigbaar is met het karakter van mijn ambt of met de uitvoering van mijn taken.

Ik neem akte van de verplichting die bij het Verdrag betreffende de werking van de Europese Unie is ingevoerd, die inhoudt dat elke lidstaat dit karakter moet eerbiedigen en niet mag trachten de leden van de Commissie bij de uitvoering van hun taken te beïnvloeden.
Voorts verbind ik mij ertoe om gedurende mijn ambtsperiode en na afloop daarvan de uit mijn taak voortvloeiende verplichtingen na te komen, in het bijzonder om eerlijkheid en kiesheid te betrachten in het aanvaarden van bepaalde functies of voordelen na afloop van mijn ambtsperiode.